# Castle Point Lighthouse

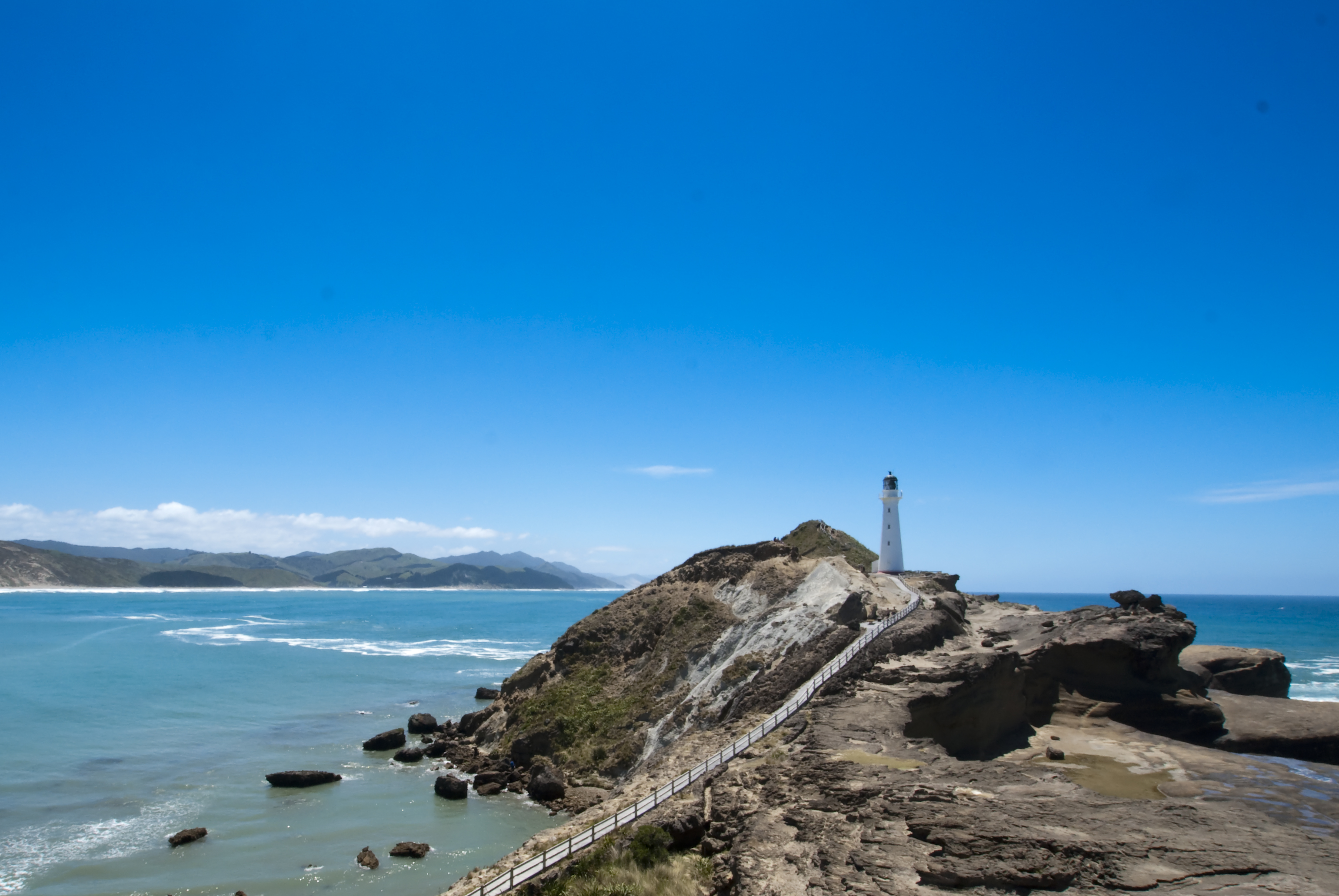
Castle Point Lighthouse

Castle Point Lighthouse ist ein Leuchtturm in der Nähe der Ortschaft Castlepoint östlich von Masterton in der Region Wellington auf der Nordinsel Neuseelands. Er wird von Maritime New Zealand betrieben und dient als Orientierungspunkt für Schiffe, die von Südamerika den Wellington Harbour anlaufen.
Der zylindrische weiße Turm war der letzte neuseeländische Leuchtturm, der in England gefertigt und in Sektionen nach Neuseeland gebracht wurde. Er wurde am 12. Januar 1913 in Betrieb genommen und anfangs von einer Öllampe beleuchtet. 1954 wurde der Turm elektrifiziert und von einem Dieselgenerator versorgt. 1961 erfolgte der Anschluss an das nationale Stromnetz. 1988 wurde der Turm als einer der letzten neuseeländischen Leuchttürme automatisiert und die Leuchtturmwärter abgezogen. Er wird seitdem wie alle Leuchttürme Neuseelands von einem zentralen Kontrollraum am Sitz von Maritime New Zealand in Wellington ferngesteuert.
Wegen der Lage in der Nähe des als Ferienziel beliebten Strandes Castlepoint Beach ist der Turm ebenfalls eine Sehenswürdigkeit. Der Turm erhielt wegen der Nähe zu der bereits zum Zeitpunkt des Baues bestehenden Ortschaft mit ihren zivilisatorischen Annehmlichkeiten – im Gegensatz zu den anderen meist abgelegen auf Inseln oder nur von See erreichbaren Klippen stehenden Leuchttürmen – von den Leuchtturmwärtern den Spitznamen The Holiday Light („Der Ferienleuchtturm“).
Nachdem der Leuchtturmwärter 1922 bei Reparaturarbeiten von einer Leiter gestürzt und zu Tode gekommen war, gab es über mehrere Jahre Erzählungen, sein Geist erscheine im Leuchtturmwärterhaus.